# Videografia Deliei
Cântăreața și vedeta de televiziune română Delia a apărut în 50 de videoclipuri muzicale și cinci emisiuni de televiziune de tip concurs.

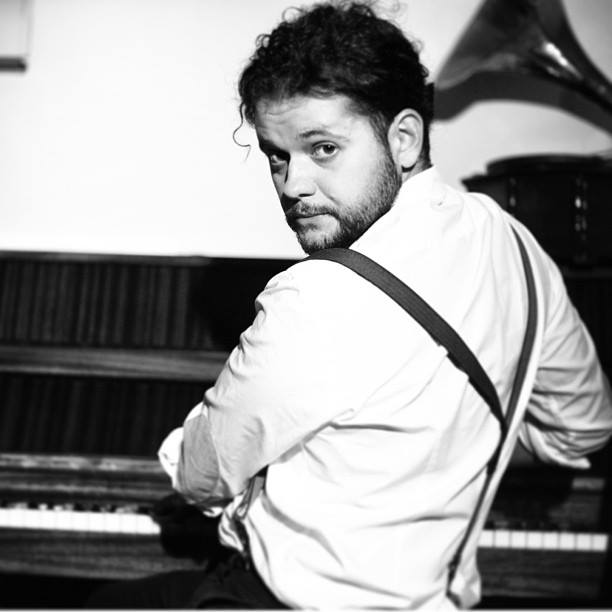
Alex Ceaușu a regizat nouă dintre videoclipurile artistei.

## Videoclipuri muzicale
| Titlu                            | Alt/Alți interpret/interpreți | Regizor(i)                             | Descriere | An   |
| -------------------------------- | ----------------------------- | -------------------------------------- | --- | ---- |
| „Un calculator, o șansă în plus” | Nici unul                     | Petre Năstase                          | | 2000 |
| „Parfum de fericire”             | Nici unul                     | ?                                      | | 2003 |
| „Ce vor de la mine”              | Nici unul                     | ?                                      | | 2003 |
| „Ziua ta”                        | Nici unul                     | ?                                      | | 2006 |
| „Sufletul meu”                   | DJ Star                       | ?                                      | | 2006 |
| „Secretul Mariei”                | Smiley                        | ?                                      | | 2006 |
| „Listen Up”                      | Matteo                        | Iulian Moga                            | | 2006 |
| „Let It Rain”                    | Nici unul                     | Iulian Moga                            | | 2009 |
| „Dale”                           | Nici unul                     | Spike                                  | | 2011 |
| „OmaDeo”                         | Nici unul                     | Delia                                  | | 2012 |
| „Wuella Wuella”                  | Nici unul                     | Delia                                  | | 2012 |
| „Gone”                           | Bibanu MixXL Puya             | Vision Production                      | | 2012 |
| „Africana”                       | Nici unul                     | Delia                                  | | 2012 |
| „Aproape de tine”                | F.Charm                       | Florin Botea                           | | 2012 |
| „Ia-mă de mână”                  | Nici unul                     | Florin Botea                           | | 2013 |
| „Doi în unu”                     | Mihai Bendeac                 | CevaDeVis                              | | 2013 |
| „Inevitabil va fi bine”          | Andra                         | Iulian Moga                            | | 2013 |
| „Love Me”                        | Sunrise Inc.                  | Alex Ceaușu                            | | 2013 |
| „U (Fighting With My Ghosts)”    | Nici unul                     | CevaDeVis                              | | 2013 |
| „La fel”                         | Bibanu MixXL                  | Richard Stan Bibanu MixXL              | | 2013 |
| „Doar pentru tine”               | Nici unul                     | Vlad Veneșan                           | | 2013 |
| „Ipotecat”                       | UDDI                          | CevaDeVis                              | | 2014 |
| „A lu' Mamaia”                   | Speak                         | Spike                                  | | 2014 |
| „Pe aripi de vânt”               | Kaira                         | CevaDeVis                              | Videoclipul a câștigat categoria ”Cel mai bun videoclip” în cadrul Media Music Awards 2015.                                                            | 2014 |
| „Inima nu vrea”                  | Horia Brenciu                 | Bogdan Daragiu                         | | 2014 |
| „Inimi desenate”                 | Nici unul                     | CevaDeVis                              | | 2015 |
| „Cum ne noi”                     | Carla's Dreams                | Bogdan Daragiu                         | | 2015 |
| „Da, mamă”                       | Nici unul                     | Barna Nemethi                          | | 2015 |
| „Gura ta”                        | Deepcentral                   | Bogdan Daragiu                         | | 2016 |
| „Atât de trist”                  | Taxi                          | Ironic                                 | | 2016 |
| „Ce are ea”                      | Nici unul                     | ?                                      | Videoclipul a avut o nominalizare la categoria ”Cel mai bun videoclip” în cadrul ediției din 2017 a Premiilor Muzicale Radio România.                  | 2016 |
| „Ceai, mami”                     | Nici unul                     | Alex Coteț                             | | 2016 |
| „1234 (Unde dragoste nu e)”      | Nici unul                     | Alex Ceaușu                            | | 2016 |
| „Cine m-a făcut om mare”         | Nici unul                     | Vlad Fenesan                           | | 2016 |
| „Fulg”                           | Nici unul                     | David Gal Radu Tănase Dimitri Caceaune | | 2016 |
| „Weekend”                        | The Motans                    | Ionuț Trandafir                        | | 2017 |
| „Rămâi cu bine”                  | Macanache                     | Alex Ceaușu                            | | 2017 |
| „Inadaptat”                      | Taxi                          | Ironic                                 | | 2017 |
| „Verde împărat”                  | Nici unul                     | Alex Ceaușu                            | | 2017 |
| „Fata lu’ tata”                  | Nici unul                     | Alex Ceaușu                            | | 2017 |
| „Inima”                          | Carla's Dreams                | Roman Burlaca                          | | 2017 |
| „Du-te-mă”                       | Nici unul                     | Bogdan Păun                            | | 2018 |
| „Despablito”                     | Grasu XXL                     | Bogdan Păun                            | | 2018 |
| „Acadele”                        | Nici unul                     | Alex Ceaușu                            | | 2018 |
| „Trăiește frumos”                | Nici unul                     | Alex Ceaușu                            | | 2018 |
| „Rămâi”                          | The Motans                    | Bogdan Păun                            | | 2019 |
| „Vreau la țară”                  | Nici unul                     | Alex Ceaușu                            | | 2019 |
| „Dragoste cu dinți”              | Nici unul                     | Bogdan Daragiu                         | | 2019 |
| „Să-mi cânți”                    | Nici unul                     | Alex Ceaușu                            | | 2019 |
| „De Azi Pââââână De Crăciun”     | Nici unul                     | Alex Cotoi (Sickotoy)                  | | 2019 |
| „Aruncă-mă”                      | Nici unul                     | Bogdan Daragiu                         | | 2020 |
| „Cum era”                        | NANE                          | Alex Ceaușu                            | | 2020 |
| „Ne Vedem Noi”                   | Smiley                        | Lucian Nagy & Șerban Cazan             | | 2020 |
| „În Rai”                         | NANE                          | Bogdan Păun                            | | 2021 |
| „Racheta”                        | Nici unul                     | Andrei Tudor Popa                      | Lansat de Ziua Copilului, acesta este primul videoclip animat în cariera Deliei, creat chiar după desenele artistei. Tot aceasta a scris și scenariul. | 2021 |
| „Între noi”                      | Nici unul                     | Bogdan Daragiu                         | | 2021 |
| „Cum am știut”                   | Killa Fonic                   | Loops Production                       | | 2022 |
| „OTZL GLTZ”                      | Nici unul                     | Alex Cotoi (Sickotoy)                  | | 2022 |
| „Inima Mea De 16 Ani”            | Taxi                          | Gabriel Maga                           | | 2022 |
| „Tot ce vrei”                    | Adrian Despot                 | Alex Cotoi (Sickotoy)                  | | 2022 |
| „Lololo”                         | Nici unul                     | SAN                                    | | 2023 |
| „SKNDL”                          | HVNDS                         | Alex Cotoi (Sickotoy)                  | | 2023 |
| „Gustul care te fură”            | Nici unul                     | Bogdan Daragiu                         | | 2023 |
| „Sirena Apelor”                  | Nici unul                     | Bogdan Daragiu                         | | 2023 |
| „Miami”                          | Johny Romano                  | Bogdan Daragiu                         | | 2023 |
| „Fără Te Merau”                  | Connect-R                     | Bogdan Daragiu                         | | 2023 |
| „Jimmy Samurai”                  | Oana Matache                  | SAN                                    | | 2023 |
| „Nu pot”                         | Nici unul                     | Bogdan Daragiu                         | | 2023 |
| „Flex”                           | Nici unul                     | Bogdan Daragiu                         | | 2023 |
| „Tu O'clock”                     | The Motans                    | Bogdan Paun                            | | 2023 |
| „eRAI”                           | Antonia                       | Bogdan Daragiu                         | | 2024 |
| „NU TE MAI VĂD”                  | RAVA                          | PRNY                                   | | 2024 |
| „ABRACADABRA”                    | Erika Isac                    | Sanziana Pantazi                       | | 2024 |
| „Suflet”                         | HVNDS                         | David Mogan                            | | 2024 |

## Filmografie
| Titlu                            | An   | Rol                  | Note   |
| -------------------------------- | ---- | -------------------- | ------ |
| Ștrumpfii 2                      | 2013 | Vexy                 | Dublaj |
| Annie                            | 2014 | Miss Hannigan        | Dublaj |
| Mune: Gardianul Lunii            | 2015 | Glim                 | Dublaj |
| Aventurile Fraților Urși: Filmul | 2020 | Văcuța Melodramatică | Dublaj |

## Televiziune
| Titlu                | An                   | Rol       | Note                                    |
| -------------------- | -------------------- | --------- | --------------------------------------- |
| Noaptea erorilor     | 2006                 | Ea însăși | Co-prezentator (sezonul 1)              |
| Dansez pentru tine   | 2008                 | Ea însăși | Concurent (sezonul 5)                   |
| Serviți, vă rog!     | 2009                 | Ea însăși | Concurent (sezonul 1)                   |
| Plasa de stele       | 2010, 2011           | Ea însăși | Invitată (2 episoade)                   |
| Te cunosc de undeva! | 2012, 2014           | Ea însăși | Concurent (sezonul 1) Jurat (sezonul 5) |
| X Factor România     | 2012–2018, 2020–2021 | Ea însăși | Jurat (9 sezoane)                       |
| Te pui cu blondele?  | 2016                 | Ea însăși | Invitat (1 episod)                      |
| iUmor                | 2016–2024            | Ea însăși | Jurat (16 sezoane)                      |
| Prietenii de la 11   | 2018                 | Ea însăși | [ 16 ]                                  |

## Web
| Titlu               | An   | Rol       | Note    |
| ------------------- | ---- | --------- | ------- |
| Doza de Haș         | 2013 | Ea însăși | Invitat |
| Bucătar după Ureche | 2019 | Ea însăși | Invitat |

## Spoturi publicitare
| Companie         | An   | Promovând                                      | Titlu                               | Generic                      | Ref.   |
| ---------------- | ---- | ---------------------------------------------- | ----------------------------------- | ---------------------------- | ------ |
| OLX              | 2015 | Website de vânzări                             | „Ce vinde Delia”                    | fără generic                 | [ 19 ] |
| Batiste          | 2016 | Șampon uscat                                   | fără titlu                          | fără generic                 | [ 20 ] |
| Tuborg România   | 2016 | Ediție limitată de bere: Tuborg Christmas Brew | „Magia Tuborg Christmas Brew”       | „Tuborg Christmas Brew”      | [ 21 ] |
| Vodafone România | 2018 | Serviciu de telefonie                          | „Trăiește frumos, înainte de toate” | „Trăiește frumos”            | [ 22 ] |
| Teilor           | 2018 | Bijuterii                                      | „Teilor Famous Diamonds”            | „Let It Out” de Yowza        | [ 23 ] |
| Christian Tour   | 2019 | Agenție de turism                              | fără titlu                          | fără generic                 | [ 24 ] |
| Netflix România  | 2019 | Serie TV: La Casa de Papel                     | fără titlu                          | „Bella Ciao” (Cover)         | [ 25 ] |
| Lidl România     | 2019 | Gamă de dulciuri: Favorina                     | „De azi pââââână de Crăciun”        | „De azi pââââână de Crăciun” | [ 26 ] |
| OK MEDICAL       | 2021 | Servicii medicale                              | fără titlu                          | „It's My Life” (Cover)       | [ 27 ] |